# Casino Knokke
Het Grand Casino Knokke is een aan de Zeedijk (Albertstrand) gelegen casino in Knokke, België. Het staat bekend als het grootste van de negen Belgische casino's en bevat kunstwerken van Keith Haring, René Magritte en Paul Delvaux.

## Geschiedenis
Het gebouw werd opgericht in opdracht van Jozef Nellens. Bij een openbare architectuurwedstrijd in 1925 was de toen nog jonge architect Léon Stynen de winnaar. Het Casino Knokke werd naar zijn modernistische ontwerp gebouwd in 1929-1931; later zou Stynen ook nog de casino's van Blankenberge (1932), Chaudfontaine (1938) en Oostende (1950-52) ontwerpen.
Vanaf de jaren 1930 kwam het casino tot bloei. Het werd een chique en mondaine ontmoetingsplek waar vele concerten en cabaretvoorstellingen plaats vonden. In deze periode traden vele internationale sterren op, zoals Josephine Baker, Maurice Chevalier, Édith Piaf, Arthur Rubinstein en Ray Ventura. In 1938 vond er ook een retrospectieve plaats van de eind-19de-eeuwse schilderkolonie van Knokke, die zich gevormd had rond de schilder Alfred Verwee.
In de Tweede Wereldoorlog was de zeedijk van Knokke onderdeel van de Atlantikwall en werd het casino zwaar beschadigd. In de late jaren 1940 en in 1954-55 werd het verbouwd naar een ontwerp van architect Louis Govaerts, waarbij een deel van het oorspronkelijke modernistische karakter verloren ging.
Het casino groeide in de jaren 1950 en 1960 uit tot een belangrijke cultuurtempel, met muziekvoorstellingen met internationale allure en met grote jaarlijkse zomertentoonstellingen. In die periode werd er onder andere werk geëxposeerd van Marc Chagall, Salvador Dali, Raoul Dufy, Max Ernst, René Magritte, Henri Matisse, Pablo Picasso en Ossip Zadkine. Ook werk van toen nog onbekende avantgardekunstenaars als Joseph Beuys, Panamarenko, Robert Rauschenberg en Andy Warhol werd er getoond. Er vonden optredens plaats van onder andere George Brassens, Jacques Brel, Ray Charles, Nat King Cole, Marlene Dietrich, Ella Fitzgerald en Frank Sinatra.
De Magrittezaal van het casino kreeg in 1952 een monumentale Venetiaanse kroonluchter naar ontwerp van Jozef Selis. Een jaar later werd in dezelfde ruimte de monumentale 360° muurschildering van René Magritte, Het betoverde rijk, gerealiseerd. De kroonluchter werd in 1972 verplaatst naar de erehal. In de grote speelzaal bevinden zich sinds 1961-1962 een tiental wandtapijten van de vernieuwer Jean Lurçat.
Ook in de jaren 1970 en 1980 volgden nog uitgebreide verbouwingswerken. Sinds 1983 is aan de oostkant van de bovenhal het grote schilderij De legendarische reis van Paul Delvaux te zien; dit werk was oorspronkelijk bedoeld voor het casino van Chaudfontaine maar is naar Knokke verplaatst. Een muurschildering van Keith Haring, met het gokspel als thema, bevindt zich sinds 1987 aan de trappenzone in de bovenhal.
Het Casino Knokke is sinds 5 oktober 2009 vastgesteld als Vlaams onroerend erfgoed, maar niet beschermd.
Het Grand Casino Knokke is intussen in handen van Napoleon Games Sports & Casino.

## Nieuw Casino Knokke
Er is een akkoord gesloten over de toekomst van het Casino in het Belgische Knokke. Rond 2021 wordt er een nieuwe speelhal gemaakt onder de Canada Square. Het huidige gebouw, aan de Zeedijk-Albertstrand wordt dan veranderd in een evenementenhal.